# 힌두스탄어
힌두스탄어(Hindustani)는 인도 북부와 파키스탄에 걸쳐서 사용되는 언어로, 인도아리아어군의 대표 언어다. 산스크리트어를 바탕으로 페르시아어나 아랍어 어휘를 일부 수용하며 발전하였다.
인도와 파키스탄 양국에서 각각 힌디어와 우르두어라는 서로 다른 표준어로 지정되어 있다. 그러나 이러한 구분은 거의 정치적인 것에 불과하여 일부 종교 어휘를 제외하면 다른 언어로 볼만한 큰 차이가 없다. 이러한 관점에서 힌두스탄어를 힌디-우르두어(Hindi-Urdu)라고 칭하기도 한다. 힌디-우르두어는 파키스탄에서 북서인도에 걸쳐 사실상의 공통어로 쓰이며, 하나의 언어로 본다면 영어와 표준 중국어 다음으로 전세계에서 화자가 많은 언어가 된다.

## 음운

### 닿소리
|                |             | 입술소리 | 치음/ 치경음 | 권설음 | 후치경음/ 경구개음 | 연구개음 | 성문음 |
| -------------- | ----------- | -------- | ------------ | ------ | ------------------ | -------- | ------ |
| 비음           | 비음        | m        | n            |        |                    | ŋ        |        |
| 파열음/ 파찰음 | 무성 무기음 | p        | t̪            | ʈ      | tʃ                 | k        |        |
| 파열음/ 파찰음 | 무성 유기음 | pʰ       | t̪ʰ           | ʈʰ     | tʃʰ                | kʰ       |        |
| 파열음/ 파찰음 | 유성 무기음 | b        | d̪            | ɖ      | dʒ                 | ɡ        |        |
| 파열음/ 파찰음 | 유성 유기음 | bʱ       | d̪ʱ           | ɖʱ     | dʒʱ                | ɡʱ       |        |
| 마찰음         | 무성음      | f        | s            |        | ʃ                  |          | ɦ      |
| 마찰음         | 유성음      | ʋ        | z            |        |                    |          | ɦ      |
| 접근음         | 접근음      | ʋ        | l            |        | j                  |          | ɦ      |
| 탄음/전동음    | 무기음      |          | ɾ            | ɽ      |                    |          |        |
| 탄음/전동음    | 유기음      |          |              | ɽʱ     |                    |          |        |

### 홀소리
|          | 전설 | 전설 | 중설 | 후설 | 후설 |
| 장음     | 단음 | 장음 | 중설 | 단음 |      |
| -------- | ---- | ---- | ---- | ---- | ---- |
| 고모음   | iː   | ɪ    |      | uː   | ʊ    |
| 중고모음 | eː   |      |      | oː   |      |
| 중저모음 | ɛː   |      | ə    | ɔː   |      |
| 저모음   |      |      | aː   |      |      |

## 분류
- 우르두어
- 힌디어

## 같이 보기
- 힌두스탄
- 인도의 언어